# Soledad (Kalifornia)
Soledad – miasto w Stanach Zjednoczonych, w stanie Kalifornia, w hrabstwie Monterey.